# Meteorologiåret 2007

## Händelser

### Januari
- Januari
  - Torkan i sydöstra Australien är inne på sitt sjunde år efter rekordvärme [1].
  - Kraftiga vinterstormar i bland annat delstaten Colorado i USA orsakar stora problem under första halvan av januari med insnöade vägar på slätterna, flera personer omkommer.
  - Sverige upplever en mycket mild januarimånad. I Havraryd slås nytt nederbördsrekord för månaden, 281 millimeter [2].
  - Med 0.61 °C varmare än genomsnittet är månaden den varmaste januarimånaden någonsin globalt, något varmare än 2002 [3]
- 1 januari
  - Wien, Österrike upplever med + 13,9°C sin varmaste nyårsdag sedan mätningarna inleddes 1852, och därmed slås 1929 års rekord [4].
  - Den för Sverige mycket ovanliga orkanvarningen utfärdas av SMHI och gäller södra Sverige. Stormbyar över Skåne orsakar strömavbrott för tiotusentals förbrukare.
- 6 januari - New York i USA har + 22 °C och upplever sin varmaste januari sedan 1878. Folk kan gå sommarklädda, de vinterstängda uteserveringarna öppnar, och körsbärsträden i Central Park står i blom [5].
- 9 januari - Sverige drabbas av ett oväder följt av omfattande strömavbrott. Ovädret orsakas av ett djupt lågtryck som drar in över Västeuropa från Atlanten och som drar med sig en mäktigt varmluftsmassa. Den 8 januari drar vädersystemet in över Brittiska öarna och den 9 januari drar lågtryckscentrumet över Mellansverige vilket orsakar kraftiga vindar med stormbyar i Västsverige och orkanbyar vid Upplandskusten. Västeuropa från Frankrike och norrut upplever ovanligt varm väderlek, i Sverige uppmätts på flera ställen rekordtemperaturer för januari månad. Det djupa lågtrycket kan sättas i samband med det väderläge som orsakade värmeböljan i New York i USA den 6 januari.
- 11 januari
  - Ett mycket djupt lågtryck dar in över Nordsjön norr om Skottland natten till den 11 januari och sedan hastigt vidare över Mellansverige. Med ovädrat följer kraftiga vindar och mycket nederbörd.
  - Det Cypernregistrerade lastfartyget "Server", som fraktar olja och diesel, slits itu av sju meter höga vågor vid Hellesøy fyr nära Bergen i Norge, där det för tillfället blåser 15 meter per sekund. Alla 25 i besättningen evakuerats, och de uppges vara i god kondition.
  - Snöoväder och halka ställer till med trafikproblem i Sverige. Längs E20 i Örebro fastnar på torsdagskvällen lastbilar i den ökända Finnerödjabacken på sträckan Örebro-Mariestad. Det blir totalstopp, med milslånga köer i båda riktningarna. Totalstopp blir det även på riksväg 50 vid Askersund, vilket dock rättar till sig tidigare. I Värmland orsakar snöovädret också trafikproblem. Tidvis råder helt stopp på E18 efter att tunga fordon fastnar i Brodalsbacken.
- 12 januari - Nya oväder drar under dagen in över Sverige med regn och stormbyar i söder och snö i norr. dn.se
- 13 januari - Ett lågtryck drar in över Sydnorge från Nordsjön. Den för Sverige mycket ovanliga orkanvarningen utfärdas av SMHI och gäller Södra Sverige under 14 januari. Det norska meteorologiska institutet klassar ovädret som extremt, det första för 2007, och ger det namnet "Per". met.no. På många håll i Sverige innebär ovädret att tågtrafiken stoppas.
- 14 januari - Orkanen Per drar in över Sverige, det kraftigaste ovädret sedan orkanen Gudrun [6].
- 18 januari - Ett kraftigt stormoväder slår in över Brittiska öarna på morgonen, området med starka vindar fortsätter över Nordsjön och engelska kanalen till Nederländerna och norra Tyskland. Flera dödsoffer krävs och flera båtar hamnar i sjönöd. Den tyska vädertjänsten har gett lågtrycket namnet "Kyrill". Se 18 januaristormen 2007.
- 20 januari - Ett lågtryck med tillhörande frontväder drar över Sverige och ger mycket nederbörd, först som snö och längs kusterna följt av regn. Det blir den första snön för året på flera ställen i sydvästra Sverige. Bakom lågtrycket breder kalluften ut sig vilket ger blixthalka på söndagen den 21 januari. Vattenståndet i Östersjön är sedan stormen Per fortfarande ovanligt högt med risk för översvämning i Valdemarsvik.
- 22 januari – Vintern tränger sig in i Skåne, Sverige och lamslår trafiken.[7]
- 25 januari - Den svenska dagstidningen Aftonbladet har en extratidning om klimatuppvärmning, kallad "Klimathotet", med fiktiva framtida nyhetsrapporteringar som kan tänkas bli verklighet i framtiden.
- 29 januari – Ständig torka råder i Queensland i Australien. Avloppsvatten måste återvinnas som dricksvatten.[7]

### Februari
- Februari - FN:s klimatpanel publicerar sin första delrapport i sin fjärde rapport om växthusgaser.[7]
- 2 februari - FN:s klimatpanel rapporterar att den globala uppvärmningen med nittio procents sannolikhet är orsakad av mänskliga aktiviteter.
- 4 februari - Kraftiga skyfall i Jakarta, Indonesien översvämmar staden och cirka 300 000 personer blir hemlösa.[3]
- 12-14 februari - En stor vinterstorm sveper över de flesta delarna av den östra halvan av Nordamerika, och minst 16 människor dödas. Dödsfallen sker i sju av USA:s delstater och en av provinserna i Kanada.
- 21-23 februari - Snöoväder skapar kaos i trafiken på flera håll i södra Sverige. Onsdagen den 21 februari sjunker temperaturen hastigt i södra Götaland samtidigt som ett kraftigt snöoväder drar in från väster med tillhörande friska sydostliga vindar. Snön och kylan orsakar svår halka i Skåne och Blekinge samt längs Västkusten. Den friska vinden orsakar drivbildning och gör att snöröjningen inte fungerar i Skåne. Den 22 februari är många vägar i Skåne ofarbara på grund av halkan, den bristande snöröjningen och många stillastående fordon som blockerar även de större vägarna.[7]
- 28 februari-2 mars - Minnesota, USA drabbas av en svår snöstorm [8].

### Mars
- Mars - De södra delarna av Sverige upplever en tidig vår. I Göteborg, Halmstad, Lund och  Visby, med nästan 150 år gamla mätserier, noteras nya rekord för månadsmedeltemperaturen, och de gamla rekorden från 1990 slås med några tiondelar.[7]
- 5-11 mars - Världsmästerskapen i freestyle arrangeras i Madonna di Campiglio i Italien, uppskjutet sex veckor på grund av Snöbrist.
- 12 mars – I Sverige uppmäts för månaden höga temperaturer + 17,2 °C i Kalmar och Oskarshamn.[7]
- 12-18 mars - Juniorvärldsmästerskapen i nordisk skidsport arrangeras i Tarvisio i Italien, uppskjutet från slutet av januari på grund av snöbrist.
- 16 mars - Vintern 2006/2007 på norra halvklotet visar sig vara den varmaste sedan man började mäta 1880 [3].
- 26 mars - I Göteborg och Umeå i Sverige uppmätts de högsta temperaturerna för mars månad, 18,9 respektive 14,2 grader Celsius, sedan mätningarna började 1859.
- 31 mars – Den amerikanske politikern Al Gore gästar Sverige angående hans bok och film om global uppvärmning, och han intervjuas av Stina Lundberg Dabrowski.[7]

### April
- April - FN:s klimatpanel publicerar sin andra delrapport i sin fjärde rapport om växthusgaser.[7]
- 5 april - En påskstorm sveper fram över Sverige, och gör tusentals hushåll i Norrland strömlösa sedan träd fällt elledningarna Högakustenbron stängs för första gången av, då en bil vält, och fler fjällvägar till Norge stängs helt av för trafik.[7]
- 16 april – Årets första högsommarvärme i Sverige uppmäts i Oskarshamn där mätaren pekar på + 25,3 °C.[7]

### Maj
- Maj - FN:s klimatpanel publicerar sin tredje delrapport i sin fjärde rapport om växthusgaser.[7]
- 6 maj - Vid inloppet till Luleå i Sverige försvinner de sista isflaken rekordtidigt, även jämfört med 1975 års lindriga isvinter [9].
- 14 maj – I Virsbo, Sverige slår något för svensk del så ovanligt som en tromb till. Ingen människa skadas dock.[7]
- 21 maj - Berget Kilimanjaro i Kenya har de senaste 80 åren förlorat 82 % av sitt snötäcke och Mount Kenya har de senaste 100 åren förlorat 92 % av sitt istäcke.[7]
- 31 maj – I USA presenteras en långsiktig strategi för att möta klimathotet.[7]

### Juni
- Juni
  - Johannesburg, Sydafrika upplever sitt mest omfattande snöfall sedan september 1981 [10].
  - 242 millimeter nederbörd faller över Halmstad, Sverige, av detta faller 75 millimeter bara under natten mot midsommarafton.[7] Även på andra håll i Sverige slås rekord.
- Juni-juli - I Storbritannien är månaderna rekordblöta, och många bostadsområden översvämmas [3].
- 5-10 juni – Värmeböljan i Sverige härjar som intensivast.[7]
- 9-10 juni – I Sverige uppmäts det som kommer att bli sommarens högsta temperaturer tidigt, + 32,4 °C i västgötska Valla och Kolmården-Strömfors[särskiljning behövs].[7]
- 10 juni – Kolmården-Strömsfors, Östergötland är med 32,4 °C varmast i Europa. Att en svensk station uppmäter högst temperatur i Europa tillhör ovanligheterna.[11]
- 14 juni – I Sverige faller 1 decimeter blötsnö i delar av Härjedalen och Jämtland.[7]
- 17-28 juni - Flera länder i Europa drabbas av en period med extremt varmt väder.
- 26-27 juni - Ett kraftigt regnområde drar in över södra Sverige och orsakar översvämningar. I Jönköpings län uppstår höga eller i vissa fall extremt höga vattenflöden i vattendragen fler dagar framöver. Vädervarning klass 3 utfärdad av SMHI vilket betyder vattenföring med återkomsttid på över 50 år.[7]

### Juli
- Juli
  - Sydamerika upplever en mycket kall julimånad. Buenos Aires, Argentina upplever sitt första mer omfattande snöfall sedan mätningarna inleddes 1918. Ögrupperna mellan Sydamerika och Antarktis har också en mycket kall julimånad  [12].
  - 334 mm nederbörd faller över Baramossa, Sverige vilket innebär svenskt nederbördsrekord för månaden [13].
  - Solen tittar bara in över Göteborg, Sverige under totalt 132 timmar, och därmed slås 1993 års rekord med liten marginal.[7]
- 5 juli - Regnet vräker ner över Roskilde, Danmark under Roskildefestivalen och till slut går Röda Korset in och varnar för drunkningsrisk.[7]
- 5-6 juli - Ett kraftigt regnområde drar in över södra Sverige och orsakar översvämningar. I västra Skåne uppstår problem med vägar och järnvägar.[7]
- 7 juli - För att ge global uppvärmning ökad uppmärksamhet och lansera den globala rörelsen "Save Our Selves" startar pop- och rockkonserterna "Live Earth" [3].
- 8 juli – I Kiskunhalas, Ungern uppmäts temperaturen + 41,9 °C (107,4 °F), vilket blir Ungerns högst uppmätta temperatur någonsin [14].
- 9 juli - Snön dalar över flera timmar ner över Buenos Aires, Argentina [3].
- 14 juli - En massiv tromb ödelägger ett två kilometer och hundra meter brett område i närheten av Bottnaryd i Jönköpings kommun. En gård klarar sig från ödeläggelse med en hårsmån.
- 15-26 juli - Flera länder i Europa drabbas av ännu en period med extremt varmt väder.
- 16 juli – Kina upplever under regnperioden sina svåraste översvämningar sedan 1950-talet. 30 personer dödas och 600 000 mister sina hem. Värst drabbas fattiga provinser som Anhui, Henen och Jiangsu.[7]
- 20 juli
  - I Hurbanovo, Slovakien uppmäts temperaturen + 40,3 °C (104,5 °F), vilket blir Slovakiens högst uppmätta temperatur någonsin [15].
  - Ett ovanligt våldsamt oväder i Pakistan leder till att minst 50 personer drabbas av blixtnedslag [3].
- 21 juli – I Camenca, Camenca subdistrikt, Transnistrien, Moldavien uppmäts temperaturen + 41,5 °C (106,7 °F), vilket blir Moldaviens högst uppmätta temperatur någonsin [16].
- 21-23 juli - Flera lågtrycksområden drar över Storbritannien och orsakar omfattande översvämningar. Skåne drabbas av stora regnmängder.
- 24 juli
  - I Demir Kapija, Demir Kapija kommun, Makedonien uppmäts temperaturen + 45,7 °C (114,26 °F), vilket blir Makedoniens högst uppmätta temperatur någonsin [17].
  - I Smederevska Palanka, Podunavljedistriktet, Serbien uppmäts temperaturen + 44,9 °C (112,8 °F), vilket blir Serbiens högst uppmätta temperatur någonsin [18].
- 23 juli – I Storbritannien noteras floderna Themsen och Severn för sina högsta vattenstånd på 60 år.[7]
- 25 juli – I Amendola, Italien uppmäts temperaturen + 47,0 °C (116,6 °F), vilket blir Italiens högst uppmätta temperatur någonsin [19].
- 27 juli
  - I Abdaly, Kuwait uppmäts temperaturen + 51,9°C (125,4°F), vilket blir Kuwaits dittills högst uppmätta temperatur någonsin [20].
  - -33°C uppmäts i Base Orcadas, Base Sydorkneyöarna [12]..
- 29 juli - Under den kalla julimånaden i Sydamerika uppmäts -7,6°C från Mercedes i Uruguay och -4,4° i Câceres, Brasilien [12].

### Augusti
- 8 augusti – svenska Lappland upplever sin varmaste augustidag sedan mätningarna inleddes vid 1800-talets slut, både + 29,1 °C i Karesuando och + 28,4 °C i Kiruna är rekord.[7] Samtidigt upplever nordvästra Svenska Lappland under månaden sin kallaste augusti sedan år 2000 [21].
- 3 augusti - Översvämningar i norra Indien och i Bangladesh gör miljoner människor hemlösa [3].
- 11 augusti - Regn och översvämningar drabbar södra Sverige.
- 16 augusti – I Kumagaya, Saitama och Tajimi, Gifu i Japan uppmäts temperaturen + 40.9 °C (105.6 °F), vilket blir Japans högst uppmätta temperatur någonsin [22].
- 17 augusti
  - Istäcket i Arktis uppmäts till 5,2 miljoner kvadratkilometer, meddelar USA:s nationella snö- och isdatacenter, som grundar sina uppgifter på satellitobservationer. Den tidigare lägstanivån noterades i slutet av september 2005, då fanns 5,3 miljoner kvadratkilometer is i Arktis [23].
- 19 augusti – 119 millimeter nederbörd faller över Röbäcksdalen, Sverige vilket innebär det näst största dygnsnederbördet någonsin Västerbotten [24].
- 22 augusti - Skogsbränder i Grekland. Över 60 människor har omkommit sedan bränderna startade i början av juli 2007. Den grekiska polisen har gripit personer som misstänks ha anlagt dem.
  - Översvämningar i Mellanvästern i USA under en veckas tid. Flera delstater drabbas.
- 20 augusti - Den tropiska orkanen Dean når Jamaicas sydkust. Omkring tio människor omkommer.
- 21 augusti - Den tropiska orkanen Dean når Yucatanhalvön i Mexiko och dödar över 40 personer [3].
- 27 augusti - 119 millimeter nederbörd faller över Röbäcksdalen vid Umeå, Sverige, vilket innebär att 1967 års lokala nederbördsrekord på 24 timmar för Umeå slås [25].
- 25 augusti – Det som kommer att bli sista högsommarvärmen för denna sommar i Sverige inträffar.[7]
- 28 augusti - Vid Örskär i Sverige tangeras 1983 års svenska rekord för högsta byvind i augusti, med 30 meter per sekund [26].
- 29 augusti
  - En sandstorm härjar i Khartoum, Sudan [3].
  - I Hagshult, Sverige uppmäts -1.7 °C vilket blir Götalands lägsta augustitemperatur sedan 1986, och samma morgon vaknar Kirunaborna upp med sitt tidigaste snöfall på troligen 100 år, då snö som lägger sig på marken i augusti i Norra Norrland bara sker var tionde eller tjugonde år, frånsett Svenska Fjällen.[7]
- 30 augusti – I Grundforsen, Sverige uppmäts -4.2 °C vilket blir Svealands lägsta augustitemperatur sedan 1973.[7]

### September
- 1 september - Minst sex människor omkommer då orkanen Henriette drar in över Acapulco i Mexiko.
- 4 september - Orkanen Felix drar in över kuststaden Puerto Cabezas i Nicaragua och ödelägger 90 % av stadens infrastruktur [27]. 130 personer dödas [3].
- 16 september - Havsisen i Arktis når sin minsta utbredning någonsin, 4,13 miljoner kvadratmeter [3].
- 21 september – Flera månaders regn i centrala Afrika orsakar de värsta översvämningarna på flera decennier. Skördar förstörs, och akut livsmedelsbrist råder. Dricksvattnet går inte att använda, då det blandats med avloppsvatten.[7]

### Oktober
- 1 oktober - Svenska Klimat- och sårbarhetsutredningen lämnar sitt slutbetänkande.[7]

### November
- November - Sverige upplever en ovanligt mild novembermånad [28].
- 7 november-9 november - En stormflod härjar ute på Nordsjön.
- 11 november - Tre ombordvarande personer omkommer och åtta saknas då fyra båtar sjunker under en kraftig storm i Azovska sjön och Svarta havet. Massor av eldningsolja läcker ut i Kertjsundet, och orsakar stor fågeldöd [29].
- 13 november - Under kvällen uppstår trafikkaos söder om Stockholm på grund av snö och halka. Särskilt hårt drabbas Riksväg 73 mellan Stockholm och Nynäshamn [30].
- 17 november - FN:s klimatpanel publicerar sin fjärde och sista delrapport i sin fjärde rapport om växthusgaser i Valencia, Spanien [3].

### December
- Norge upplever sin varmaste decembermånad sedan 1900 med 2,8 °C över det normala [31]
- 12 december - Den amerikanske politikern Al Gore och klimatpanelen IPCC:s ordförande Rajendra K. Pachauri talar i Sveriges riksdag om kampen mot miljö- och klimathotet [32].
- 18 december - Nikkaluokta slår värmerekord och har den högsta temperaturen (+11,0 °C) i Sverige. Det var varmare än i till exempel Madrid och Rom. Nikkaluokta brukar normalt ha temperaturer kring femton minusgrader i december.
- 25 december - Minnesota, USA upplever sin snöigaste jul sedan 1982, då 3,4 inch faller vid flygplatsen [33].

## Avlidna
- 2 mars – Igor Delijanić, serbisk meteorolog.
- 6 maj – Roman Kintanar, filippinsk meteorolog.
- 9 september – Eric Nguyen, amerikansk stormjägare, meteorolog och fotograf.
- 12 december – William Welch Kellogg, amerikansk klimatolog och meteorolog.
- 13 december – Akiva Jaglom, rysk fysiker, matematiker, statistiker och meteorolog.
- 30 december – Bert Bolin, 82, professor emeritus i meteorologi

### Fotnoter
1. ↑  Aftonbladet 25 januari 2007 - Dödens hetta
2. ↑  SMHI
3. 1 2 3 4 5 6 7 8 9 10 11 12 13  Illustrerad vetenskaps stora årsbok 2007: Hela året - världen runt, Bonier Publications International AS, 2008
4. ↑  DMI
5. ↑  Aftonbladet 10 januari 2007 - Rekordsen vinter i New York
6. ↑  ”SMHI”. Arkiverad från originalet den 27 november 2012. https://web.archive.org/web/20121127043025/http://www.smhi.se/kunskapsbanken/meteorologi/per-januaristormen-2007-1.5287. Läst 4 februari 2011.
7. 1 2 3 4 5 6 7 8 9 10 11 12 13 14 15 16 17 18 19 20 21 22 23 24 25 26 27 28 29 30   När Var Hur 2008. DN
8. ↑  Famous Minnesota Winter Storms (Listed Chronologically) Arkiverad 7 januari 2009 hämtat från the Wayback Machine.
9. ↑  SMHI
10. ↑  SMHI
11. ↑  ”SMHI”. Arkiverad från originalet den 15 augusti 2017. https://web.archive.org/web/20170815175701/http://www.smhi.se/kunskapsbanken/meteorologi/svenska-temperaturrekord-1.5792. Läst 31 mars 2013.
12. 1 2 3  SMHI Arkiverad 27 oktober 2012 hämtat från the Wayback Machine.
13. ↑  SMHI Arkiverad 26 augusti 2010 hämtat från the Wayback Machine.
14. ↑  ”Website of the Hungarian Meteorological Service”. Met.hu. Arkiverad från originalet den 14 augusti 2009. https://web.archive.org/web/20090814234808/http://www.met.hu/omsz.php?almenu_id=climate&pid=climate_Hw&pri=4. Läst 20 augusti 2010.
15. ↑  ”World Record Temperatures -Highest Lowest Hottest Coldest temperatures”. Mherrera.org. http://www.mherrera.org/records.htm. Läst 20 augusti 2010.
16. ↑  ”Extreme”. Meteo.md. Arkiverad från originalet den 23 augusti 2010. https://web.archive.org/web/20100823001426/http://www.meteo.md/ru/layout3.html. Läst 20 augusti 2010.
17. ↑   Republic Hydrometeorological Institute
18. ↑  Temperature Regime in Serbia Republic Hydrometeorological Service of Serbia
19. ↑  ”Grafici di Stazione”. meteoAM.it - Climatologia. Arkiverad från originalet den 22 juli 2011. https://web.archive.org/web/20110722042710/http://clima.meteoam.it/viewClino.php?type=Chart&station=261&icao=LIBA&name_station=Amendola. Läst 28 januari 2011.
20. ↑  Masters, Jeff (7 augusti 2010). ”National heat records set in 2010”. Weather Underground. Arkiverad från originalet den 20 augusti 2010. https://web.archive.org/web/20100820002618/http://www.wunderground.com/blog/JeffMasters/comment.html?entrynum=1569. Läst 4 februari 2011.
21. ↑  SMHI Arkiverad 8 november 2014 hämtat från the Wayback Machine.
22. ↑  ”former National Rankings”. Japan Meteorological Agency. http://www.data.jma.go.jp/obd/stats/etrn/view/rankall.php. Läst 22 januari 2009.
23. ↑  Sveriges Radio 18 augusti 2007 - Rekordstor issmältning i Arktis
24. ↑  ”SMHI”. Arkiverad från originalet den 9 september 2010. https://web.archive.org/web/20100909030220/http://www.smhi.se/kunskapsbanken/meteorologi/vasterbottens-klimat-1.5004. Läst 5 februari 2011.
25. ↑  SMHI Arkiverad 30 november 2012 hämtat från the Wayback Machine.
26. ↑  ”SMHI”. Arkiverad från originalet den 28 november 2012. https://web.archive.org/web/20121128014858/http://www.smhi.se/kunskapsbanken/meteorologi/sommarovadret-2008-1.9482. Läst 13 februari 2011.
27. ↑  Sveriges television 5 september 2007 - 200 saknas efter Felix framfart Arkiverad 15 maj 2011 hämtat från the Wayback Machine.
28. ↑  SMHI Arkiverad 4 januari 2014 på WebCite
29. ↑  Aftonbladet 11 november 2007 - Svarta havet hotas av miljökatastrof
30. ↑  13 november 2007 - Trafikkaos söder om Stockholm
31. ↑  MET
32. ↑  Aftonbladet 12 december 2007 - Al Gore till klimatmötet på Bali
33. ↑  - Minnesota Climatology Working Group  Arkiverad 26 maj 2011 hämtat från the Wayback Machine.